# 오픈 스튜디오
《오픈 스튜디오》는 SBS TV에서 방송했던 생활정보 쇼 프로그램이다.

## 역사
2003년 11월 3일에 첫방송을 시작했으며, 원래는 45분 방송이었으나, 2004년 3월 15일부터 40분 방송으로 단축되어 방송하다가, 2005년 7월 1일 방송을 마지막으로 폐지되었다.

## MC
- 손범규, 정미선

## 역대 방송시간
| 방송 채널 | 방송 기간                         | 방송 시간                  |
| --------- | --------------------------------- | -------------------------- |
| SBS TV    | 2003년 11월 3일 ~ 2004년 3월 12일 | 평일 오후 4:05 ~ 오후 4:50 |
| SBS TV    | 2004년 3월 15일 ~ 2005년 7월 1일  | 평일 오후 4:10 ~ 오후 4:50 |